# 张昌绍
张昌绍（1906年—1967年），男，江苏嘉定（今属上海）人，中国药理学家，曾任药典委员会委员。

## 家庭
长女张安中，女婿陈星荣，外孙女陈冲。